# Ketawang (Grabag)
Ketawang is een bestuurslaag in het regentschap Magelang van de provincie Midden-Java, Indonesië. Ketawang telt 2623 inwoners (volkstelling 2010).